# Ароматное (Бахчисарайский район)
Арома́тное (укр. Ароматне, крымскотат. Aromatnoye, Ароматное) — село в Бахчисарайском районе Крыма (согласно административно-территориальному делению Украины — центр Ароматненского сельского совета Автономной Республики Крым, согласно административно-территориальному делению РФ — центр Ароматненского сельского поселения Республики Крым). Ранее — 2-е отделение Эфиромасличного совхоза-завода (сейчас СЗАО «Крым-Аромат»).

## Современное состояние
В Ароматном 13 улиц Площадь, занимаемая селом, 69,5 гектара, на которой в 304 дворах, по данным сельсовета, на 2009 год, числился 916 жителей. В селе действуют начальная общеобразовательная школа, детский сад «Солнышко», фельдшерско-акушерский пункт, Дом культуры, православная община Святых Царственных мучеников. Ароматное связано автобусным сообщением с Бахчисараем.

## Население
| 2001 | 2014 |
| ---- | ---- |
| 965  | ↘872 |

Перепись 2001 года показала следующее распределение по носителям языка:
| Язык             | Число жит. | Процент |
| ---------------- | ---------- | ------- |
| русский          | 744        | 77,1    |
| украинский       | 116        | 12,02   |
| крымскотатарский | 86         | 8,91    |
| молдавский       | 6          | 0,62    |

## География
Расположено в 9 километрах к северу от райцентра, на плато (куэсте) Яшлав в восточной оконечности Внешней гряды Крымских гор, у истока балки Буранчи-Ичи, между вершинами Чубовская и Казан-Таш; высота центра села над уровнем моря 292 м. Ближайшая железнодорожная станция — Самохвалово в 3,5 километрах. Ближайшее село — Репино в 2,5 км ниже по балке. Транспортное сообщение осуществляется по региональной автодороге 35Н-069 Маловидное — шоссе 35Р-001 (по украинской классификации — С-0-10231).

## История
Село основано в 1946 году как отделение эфиромасличного совхоза-завода. Указом Президиума Верховного Совета РСФСР от 18 мая 1948 года безымянному населённому пункту совхоза эфиромасличных культур было присвоено название Ароматное. 26 апреля 1954 года — село в составе Крымской области, было передано из состава РСФСР в состав УССР. До 1960 года Ароматное состояло из нескольких зданий барачного типа, потом началась плановая застройка с привлечением переселенцев, в основном из Сумской области. До 1970 года входило в состав упразднённого впоследствии Подгородненского сельского совета, с 1970 — центр Ароматненского сельского совета. На 1974 год в Ароматном числилось 750 жителей. По данным переписи 1989 года в селе проживало 832 человека. С 12 февраля 1991 года село в восстановленной Крымской АССР, 26 февраля 1992 года переименованной в Автономную Республику Крым. С 21 марта 2014 года в составе Крыма аннексировано Россией.